# Bandera de Risaralda
La bandera de Risaralda es el principal símbolo oficial del departamento colombiano de Risaralda. Se compone de un campo color verde esmeralda con 14 estrellas dispuestas en arco; las medidas oficiales de la bandera son 120 cm de largo por 60 cm de ancho.

## Disposición y significado de los colores
La bandera presenta la siguiente simbología:
- Las catorce estrellas de plata representan los catorce municipios del departamento.
- El fondo verde representa la fertilidad de sus tierras y la vocación agrícola de sus gentes.